# Nellis Air Force Base

i7
i11
i13
Die Nellis Air Force Base (kurz: Nellis AFB, IATA-Code: LSV, ICAO-Code: KLSV) benannt nach William Harrell Nellis ist einer der größten Luftwaffenstützpunkte der United States Air Force (USAF), rund 13 Kilometer nordöstlich von Las Vegas im Bundesstaat Nevada gelegen. 
Der Stützpunkt existiert seit 1941 als Las Vegas Army Air Field und wurde am 30. April 1950 zu Ehren von Leutnant William Harrell Nellis umbenannt, einem im Zweiten Weltkrieg dort stationierten Kampfpiloten, der am 27. Dezember 1944 über Luxemburg abgeschossen wurde.
Die Nellis AFB beherbergt eine Waffenschule, die United States Air Force Weapons School und das Trainingszentrum für Kampfpiloten der US-Luftwaffe, das USAF Warfare Center und heißt daher auch Home of the Fighter Pilot. Auch die Thunderbirds, die Showstaffel der USAF mit ihren F-16, sind hier zuhause. 
Sie ist Ausgangspunkt für die seit 1975 stattfindenden Red Flag, anlässlich dessen Piloten der United States Air Force sowie der NATO in möglichst realitätsnahen Szenarien Luftkämpfe und Luftangriffe innerhalb der Nellis Range üben. Innerhalb der Nellis Range befindet sich auch das als Area 51 bekannt gewordene militärische Sperrgebiet sowie die Tonopah Test Range.

## Zwischenfälle
- Am 16. Januar 1942 wich eine Douglas DC-3-382 der US-amerikanischen Trans World Airlines (TWA) (Luftfahrzeugkennzeichen NC1946) nach dem Abflug vom damaligen Flughafen Las Vegas so weit vom Kurs nach Burbank ab, dass sie in einer Höhe von 7770 Fuß (2370 Metern) direkt in eine fast senkrechte Felsklippe des Potosi Mountain geflogen wurde. Durch diesen CFIT (Controlled flight into terrain) wurden alle 22 Insassen getötet, drei Besatzungsmitglieder und 19 Passagiere. Darunter war die zu der Zeit überaus bekannte Schauspielerin Carole Lombard (33).[2]

## Weblinks

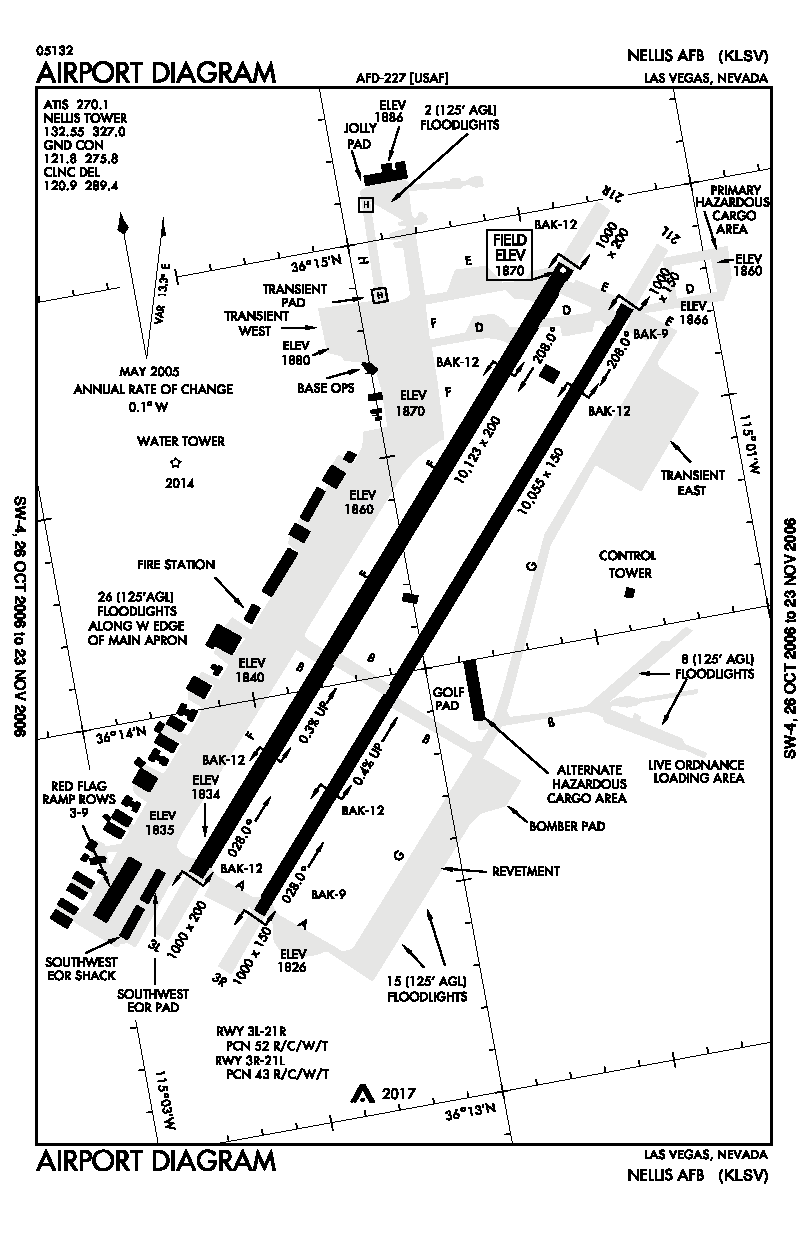
Flughafendiagramm